# Fermi (microarquitectura)
Fermi és el nom en clau d'una microarquitectura d'unitat de processament gràfic (GPU) desenvolupada per Nvidia, llançada per primera vegada a la venda al detall l'abril de 2010, com a successora de la microarquitectura de Tesla. Va ser la microarquitectura principal utilitzada a les sèries GeForce 400 i GeForce 500. Va ser seguit per Kepler, i s'utilitzava juntament amb Kepler a les sèries GeForce 600, GeForce 700 i GeForce 800, en aquestes dues últimes només a les GPU mòbils. Al mercat de les estacions de treball, Fermi va trobar ús a la sèrie Quadro x000, als models Quadro NVS, així com als mòduls informàtics Nvidia Tesla. Totes les GPU Fermi d'escriptori es van fabricar en 40 nm, les GPU Fermi mòbils en 40 nm i 28 nm. Fermi és la microarquitectura més antiga de NVIDIA que va rebre suport per a l'API de renderització de Microsoft Direct3D 12 feature_level 11.

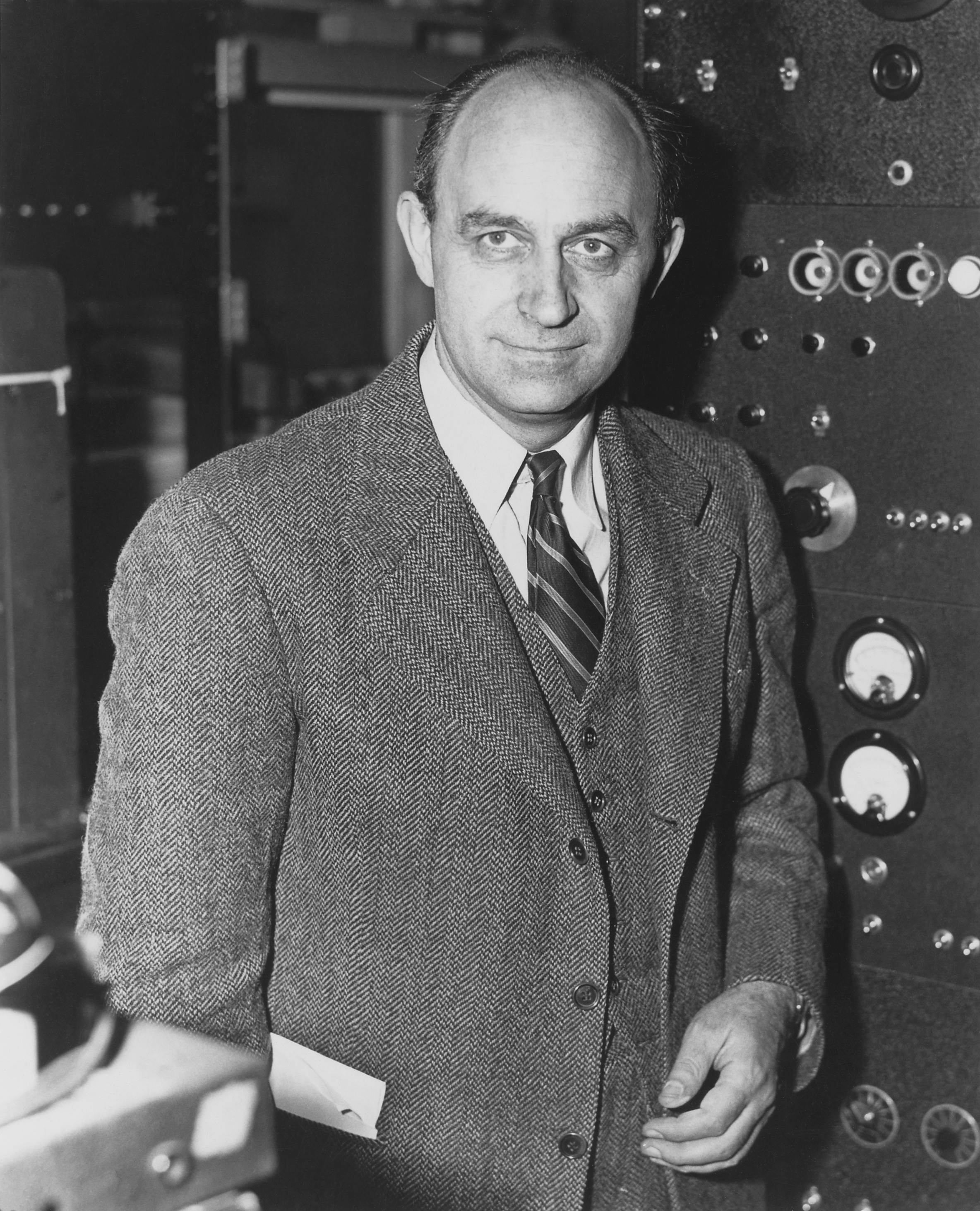
Foto d'Enrico Fermi, epònim d'arquitectura.

L'arquitectura porta el nom d'Enrico Fermi, un físic italià.

## Visió general
Les unitats de processament gràfic (GPU) de Fermi inclouen 3.000 milions de transistors i un esquema esbossat a la figura 1.

Fig. 1. Arquitectura NVIDIA Fermi.Convenció en xifres: taronja - programació i expedició; verd - execució; blau clar -registres i memòria cau.

- Streaming Multiprocessor (SM): compost de 32 nuclis CUDA (vegeu les seccions Streaming Multiprocessor i CUDA core).
- Programador global de GigaThread: distribueix blocs de fils als programadors de fils SM i gestiona els canvis de context entre fils durant l'execució (vegeu la secció Programació Warp).
- Interfície de l'amfitrió: connecta la GPU a la CPU mitjançant un bus PCI-Express v2 (taxa de transferència màxima de 8 GB/s).
- DRAM: admet fins a 6 GB de memòria DRAM GDDR5 gràcies a la capacitat d'adreçament de 64 bits (vegeu la secció Arquitectura de memòria).
- Freqüència de rellotge: 1,5 GHz (no publicat per NVIDIA, però estimat per Insight 64).
- Rendiment màxim: 1,5 TFlops.
- Rellotge de memòria global: 2 GHz.
- Ample de banda DRAM: 192 GB/s.

## Xips Fermi
- GF100
- GF104
- GF106
- GF108
- GF110
- GF114
- GF116
- GF117
- GF119